# Sicyopterus punctissimus
Sicyopterus punctissimus е вид лъчеперка от семейство Попчеви (Gobiidae).

## Разпространение
Видът е разпространен в Мадагаскар.